# 多辛
50°25′22″N 26°55′27″E / 50.42278°N 26.92417°E
多辛（烏克蘭語：Досін），是烏克蘭西部的村莊，隸屬赫梅利尼茨基州的舍佩蒂夫卡區。該村面積0.95平方公里，海拔高度216米，2001年人口248，人口密度每平方公里261.1人。